# Fabio Grosso
Fabio Grosso (ur. 28 listopada 1977 w Rzymie) – włoski piłkarz grający na pozycji obrońcy, a także trener. Obecnie trener włoskiego klubu Sassuolo. 
W US Palermo grał jako pomocnik, jednak w reprezentacji występował na pozycji lewego obrońcy.

## Kariera klubowa
Fabio Grosso karierę piłkarską rozpoczynał w amatorskiej drużynie Renato Curi Angolana. W zespole tym występował przez 4 sezony i strzelił blisko 110 bramek. Wtedy Fabio grał jako skrzydłowy, czasem jako napastnik. Dopiero sezon 1998/1999 przyniósł transfer do profesjonalnej drużyny Serie C – Calcio Chieti, gdzie spędził trzy sezony. Wiek XXI to kosmiczny skok w karierze dla Włocha – najpierw przeniósł się do pierwszoligowej Peruggi, potem do US Palermo, gdzie grał jako pomocnik i w 90 występach strzelił zaledwie dwie bramki. Po bardzo udanym występie na MŚ w Niemczech został za 5,5 miliona euro sprzedany do Interu Mediolan. W 2007 roku został z tym klubem mistrzem kraju oraz wystąpił w rozgrywkach grupowych Ligi Mistrzów. 8 lipca 2008 roku za 7 milionów euro przeszedł do Olympique Lyon, w którym zastąpił na lewej obronie Erica Abidala odchodzącego do FC Barcelona. 31 lipca 2009 kosztem 2 milionów euro powrócił do Serie A. Nowym klubem Grosso stał się Juventus F.C.. W 2012 roku zakończył tam karierę.

## Kariera reprezentacyjna
W reprezentacji Włoch zadebiutował 30 kwietnia 2003 w meczu przeciwko Mołdawii. Rozegrał dla reprezentacji Włoch 48 meczów. Występował na mistrzostwach świata 2006, na których zdobył pierwszą bramkę w półfinałowym meczu z Niemcami (w 119 minucie). Również na jego barki spadła odpowiedzialność wykonania decydującego o zdobyciu mistrzostwa świata rzutu karnego, który okazał się celny.

## Osiągnięcia
Inter Mediolan
- Mistrzostwo Włoch 2006/2007

Olympique Lyon
- Mistrzostwo Francji 2007/2008

Reprezentacja Włoch
- Mistrzostwo Świata 2006 w Niemczech

## Odznaczenia
- Order Zasługi Republiki Włoskiej IV klasy (2006)[2]